# Anacroneuria vz-11
Anacroneuria vz-11 är en bäcksländeart som beskrevs av Maldonado, Stark och Cressa 2002. Anacroneuria vz-11 ingår i släktet Anacroneuria och familjen jättebäcksländor. Inga underarter finns listade i Catalogue of Life.